# Diquat
Le Diquat est un herbicide de la famille des bipyridines. Il agit comme défoliant et est donc utilisé comme herbicide mais également comme aide à la récolte (betterave, coton, pomme de terre, luzerne porte graine).
Il agit en acceptant un électron dans le processus de la photosynthèse, ce qui forme de puissants agents oxydants. Ces agents attaquent les membranes des cellules végétales et conduisent à la mort de la plante.